# Lake Guthridge
Lake Guthridge är en sjö i Australien. Den ligger i delstaten Victoria, omkring 190 kilometer öster om delstatshuvudstaden Melbourne. Arean är 0,25 kvadratkilometer. Den sträcker sig 0,5 kilometer i nord-sydlig riktning, och 0,7 kilometer i öst-västlig riktning.
Följande samhällen ligger vid Lake Guthridge:
- Sale (13 186 invånare)

Trakten runt Lake Guthridge består till största delen av jordbruksmark. Runt Lake Guthridge är det mycket glesbefolkat, med 2 invånare per kvadratkilometer. Genomsnittlig årsnederbörd är 803 millimeter. Den regnigaste månaden är juni, med i genomsnitt 162 mm nederbörd, och den torraste är juli, med 25 mm nederbörd.